# 信楽高原鐵道SKR500形気動車
信楽高原鐵道SKR500形気動車（しがらきこうげんてつどうエスケーアール500がたきどうしゃ）は、2017年（平成29年）に登場した信楽高原鐵道の気動車である。SKR400形と同系だが、車内座席配置がロングシートから転換クロスシートに変更されている。

## 概要
SKR200形SKR205号車を置き換えるため、2017年（平成29年）2月に導入された。

## 車体
客用扉は片側2か所、運転室直後に1か所、反対側の小窓一枚を挟んだ車端にもう1か所が設けられ、運転室には乗務員扉も設けられた。扉間には固定窓6組が設置された。戸袋部に窓はない。車体塗装色はSKR400形の茶色に対し、山をイメージした緑色となった。

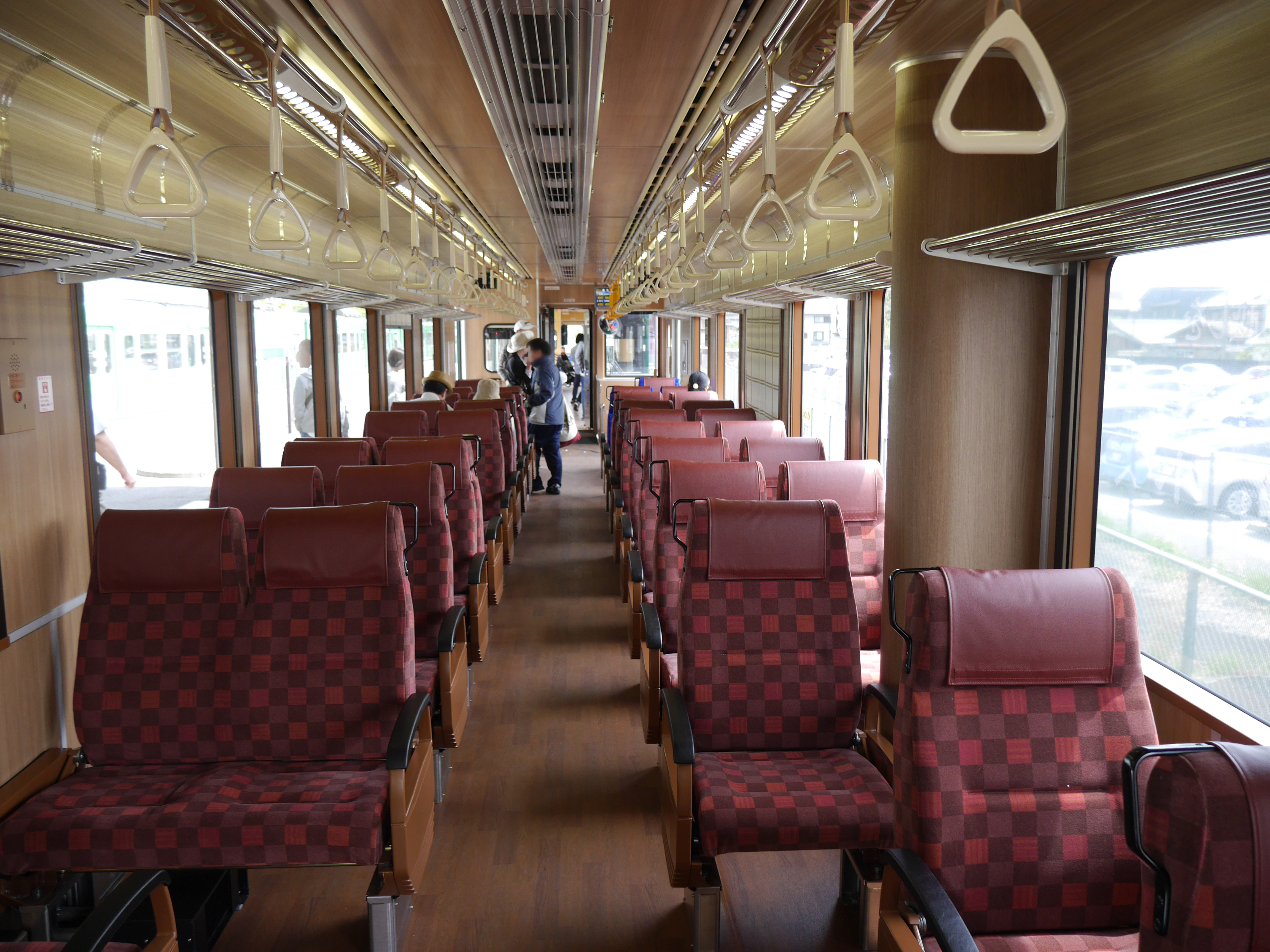
車内

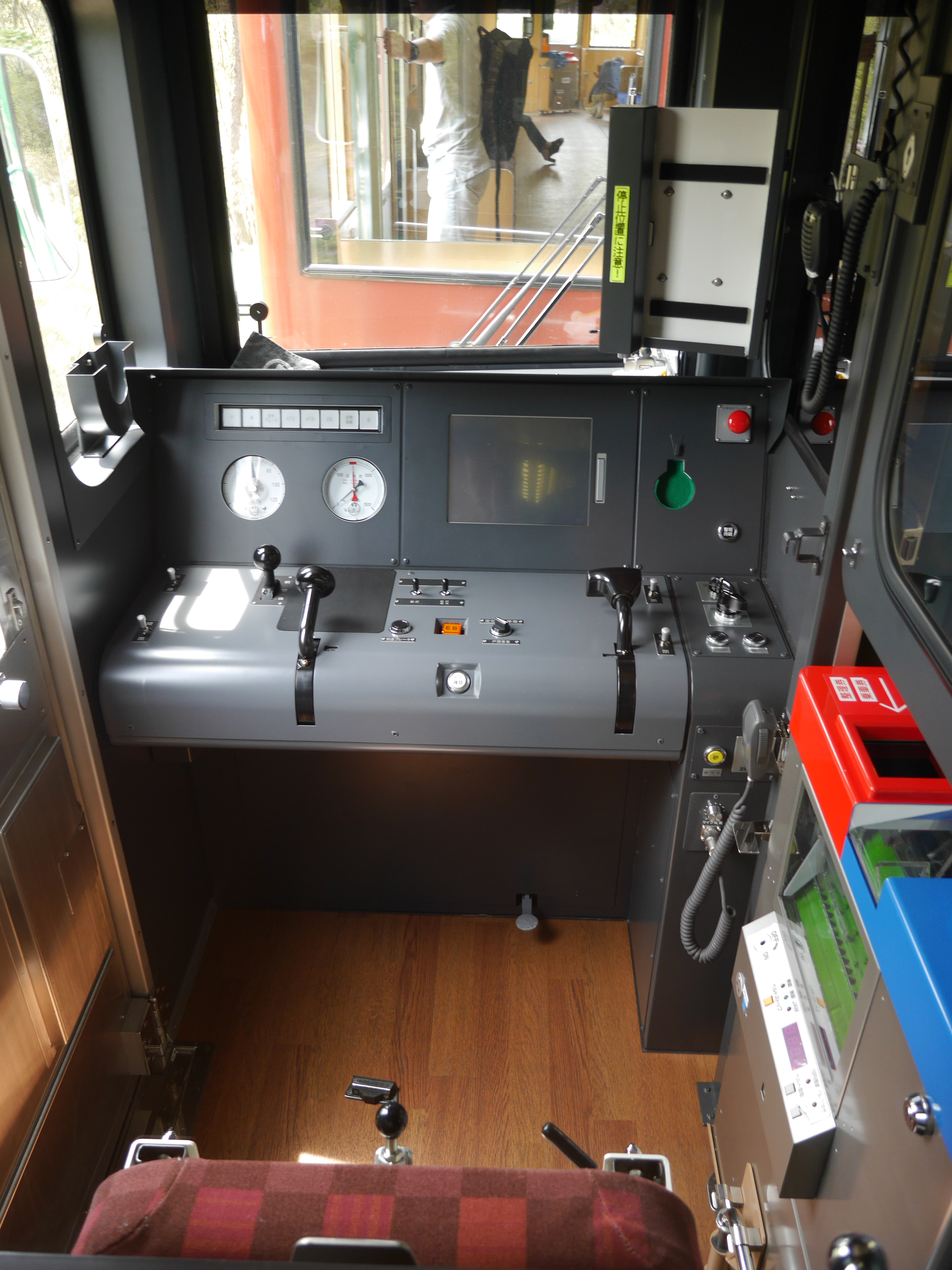
運転席

客室は転換式クロスシートで、4位側車端部に車椅子スペースが設置され、扉には開閉予告チャイムが設置された。内装は側壁、床ともに木目調のものが使用された。車内には運賃箱や整理券発行機などワンマン運転用の設備が搭載されている。前面にはLED式の行先表示機を備えている。

## 走行装置
エンジンは、 新潟原動機製のDMF13HZディーゼルエンジンを搭載（連続定格出力243 kW / 2,000 rpm）を1基搭載、動力はTACN-33-1608液体変速機を介して台車に伝達される。台車は前位（貴生川方）が2軸駆動の動力台車NF01PD、後位（信楽方）が従台車のNF01PT。その他、砂撒き装置とフランジ塗油器が搭載された。列車情報制御装置（TICS）が搭載され、全電子制御となったため、SKR400形以外とは併結運転ができない。

## 空調装置
暖房装置はエンジン排熱を利用した温風式である。冷房装置は機関直結式のもの2台が搭載された。

## 車歴表
| 車両番号 | 竣工   |
| -------- | ------ |
| 501      | 2017年 |

## 運用
SKR501が2017年（平成29年）2月5日に営業運転を開始した。

### 雑誌記事
- 『鉄道ファン』通巻672号（2017年4月・交友社）
  - 「信楽高原鐵道SKR500形」 pp. 79

- 『レイルマガジン』通巻404号（2017年5月・ネコ・パブリッシング）
  - 「信楽高原鐵道SKR500形」 pp. 146
  - 「信楽高原鐵道SKR500形 諸元表」 pp. 147

### Web資料
- “信楽高原鉄道SKR501が営業運転を開始”.   railf.jp (2017年2月6日). 2017年3月12日閲覧。